# Пругаста риба стрелац
Пругаста риба стрелац (Toxotes jaculatrix) је риба која насељава брактичне воде из реда је Гргечке, рода Toxotes породице риба стрелаца. Сребрне је боје, са стране има карактеристичне, троугласте ознаке. Најпознатија је по својој способности да пљувачком онеспособи плен. Веће рибе могу погодити плен удаљен 2 до 3 метра (6 или 9 стопа). До плена могу доћи у року од 50 милисекунди.
Име се односи на стрелца, због необичне методе коју користе за хватање плена. Пругаста риба стрелац живи у Индо-Пацифику и Океанији, обично у мангровим естуарима и речним ушћима. Током живота се крећу између свеже, слане и брактичне воде, али не да би се размножавали. Због своје сребрнасте боје, понекад се чувају као акваријске рибе, мада је нега захтевна и не препоручује се већина кућних акваријума.

## Таксономија и етимологија
Toxotes jaculatrix је првобитно описао Петер Симон Палас 1767. године. Од тада је у употреби неколико синонима (попут Labrus jaculatrix и Sciaena jaculatrix) и правописних грешака (Toxotes jaculator).
Toxotes на грчком језику значи лук или стрелац, посебно се односе на астролошки знак Стрелца. Име врсте jaculatrix повезано је са речју jaculate што на енглеским језику значи бацач или точак. Имена се односе на навику пругасте рибе стрелца да лови плен гађајући га „стрелицама“ (млазом) воде из уста.

## Опис
Пругаста риба стрелац има четири леђне бодље, 11 до 13 леђна крака, три аналне бодље (од којих је трећа најдужа) и 15 до 17 аналних леђних крака. Прве бодље су увек најкраће; краци постају краћи према задњем крају. Постоји око 23 размере између прве леђне бодље и задњих ноздрва. Одређени делови тела су тамнозелене боје. Леђа су јој маслинастозелена или смеђа. Леђна пераја су жућкасто-зелена и краћа су од аналних пераја, која су сребрне боје.
Тело је дугуљастог облика и подигнуто је на задњој страни. Углавном је сребрно беле боје, иако су примећене различите боје, попут жуте. На доњој страни могу бити присутне четири до шест широких црних трака. Прва трака налази се испред оперкулума, а друга се налази иза њега. Трећа трака налази се испод леђног пераја, четврта трака испод меког леђног пераја, а пета (ако постоји) на месту између аналног и репног пераја. Ова пераја постају краћа како старе рибе. Пругаста риба стрелац може достићи максималну дужину од 30 центиметара; међутим, просечна дужина је око 20 центиметара (7,9 инча).
Пругаста риба стрелац има велике очи, које за разлику од многих других риба поседују бинокуларни вид. Глава је нешто краћа од тела, са изразито наглашеном њушком. Младунци могу бити жутозелене до браон боје на леђној страни и сребрнасте на трбушној страни. Бокови су сивозелене боје. Неки јединке пругасте рибе стрелца имају неправилне жуте мрље између својих трака.
Могућност полног диморфизма није истражена.

### Поређење са другимрибама стрелцима
Пругаста риба стрелац и његов „рођак” пегава или обична риба стрелац (Toxotes chatareus) понекад се групирају и продају заједно под ознаком риба стрелац. Међутим, пругаста риба стрелац има четири леђне бодље, док пегава риба стрелац има пет. Пругаста риба стрелац обично има четири до пет трака у облику клина, а пегава риба стрелац има шест или седам тачака (пега) и краће траке. Пругаста риба стрелац такође се може мешати са Toxotes microlepis. Теже их је разликовати, али најупечатљивија је разлика у последња два крака.

## Понашање

### Исхрана
Пругаста риба стрелац су сваштоједи. Дању излазе на површину да се хране плутајућом материјом. Њихова исхрана садржи биљну материју и инсекте. Њихова прехрана, такође, садржи подводни плен, укључујући ракове и мале рибе.

### Лов
Пругаста риба стрелац има уста прилагођена за пљување млаза воде на даљину, у распону од 150 центиметара (59 инча). Студија је показала да погађају плен са тачношћу већом од 50%, упркос преламању светлости. Такође, оне су сугерисале да је пругаста риба стрелац способна за тродимензионалне задатке.

### Размножавање
Начин размножавања није добро познат. Верује се да се пругаста риба стрелац први пут размножава када нарасте око 10 центиметара. Постоје тврдње да одлазе на гребене слане воде, али ти подаци нису потврђени. Излажу од 20.000 до 150.000 јаја одједном. Ретко се узгајају у заточеништву.

## Распрострањеност и станиште
Пругаста риба стрелац настање Индо-Пацифик и воде изван северне Аустралије, а ређе оне на јужној обали. Може се наћи од источне Индије до Филипинских острва, на југу до Аустралије, као и у водама изван Саломонових Острва и Индонезијског архипелага. Примећена је на истоку Нових Хебрида (данас познати као Вануату). Пругаста риба стрелац се налази углавном у подручјима слане воде. Мангрове естуаре су његова основна станишта, мада се повремено налазе и у слатководним рекама. Иако се током животног циклуса могу кретати између слатке и слане воде, то не чине тако да се размножавају.

## Однос са људима
Пругаста риба стрелац је прилично уобичајена у Индо-Пацифику и тренутно нису угрожени. Они имају мањи комерцијални значај у рибарству и могу се продавати свеже на тржиштима или бити сакупљени за трговину акваријумима.

### Акваријуми
Врсте из рода Toxotes, укључујући Пругаста риба стрелац, чувају се као акваријске рибе. У акваријуму, пругаста риба стрелац може нарасти до 25 центиметара (9,8 инча). Могу се држати у малим групама од три до пет; рибе исте величине се слажу, али веће рибе могу бити агресивне према онима које су мање, и чак их покушавају појести. Они могу живети од пет до осам година у заточеништву, а повремено и девет или десет. Пругастој риби стрелцу потребна је топла вода, обично између 25 и 30 °C (77 до 86°F). Акваријум треба да буде велики са средњим количинама раста биљака и довољно простора за пливање. Требао би бити дубок најмање 20 до 30 центиметара (7,9 до 11,8 инча).
Пругаста риба стрелац обично се не препоручују за просечне кућне акваријуме упркос атрактивном изгледу, јер је нега тешко и захтева посебне услове. С' обзиром да хватају сами плен, не хране се пахуљицама, па их је тешко хранити. Потребна им је богата вода. У дивљини су у стању да искоче из воде како би ухватили плен на високим гранама, тако да могу да искоче и из акваријума. Њихови акваријуми треба да буду запремине најмање 45 до 55 америчких галона, мада је пожељна већа запремина. Због таквих потешкоћа у нези, врста још увек није доспела у заточеништво.

## Галерија
- У зоолошком врту Бристол
- У Салзбургу